# Lucius Alfenius Avitianus (consul)
Lucius Alfenius Avitianus (fl. 213-231) était un homme politique de l'Empire romain.

## Vie
Fils d'un Alfenius Avitianus et petit-fils paternel de Lucius Alfenius Avitianus.
Il était consul suffectus en 213 et frater arvalis en 218.
Il fut le père de Lucius Alfenius Avitianus, fl. 241, marié avec Viria Juliana, fl. 241, fille de Virius Lupus et de sa femme Julia. Leur fils Lucius Alfenius Virius Julianus fut aussi frater arvalis et le père d'Alfenia Juliana, femme de Ceionius Proculus.